# Ноушехр
Ноуше́хр (перс. نوشهر‎) — город-порт на севере Ирана в провинции Мазендеран, расположенный на южном берегу Каспийского моря. Административный центр шахрестана Ноушехр. Население — 200 тыс. человек. Туристический курорт. Развита деревообрабатывающая промышленность. Предприятия пищевой и текстильной промышленности. Выращивание риса, чая, цитрусовых.

## Климат и туризм
Для этого города характерен влажный климат. Очень красивая природа привлекает иранских туристов. Каждый год отели Ноушехра и частные виллы принимают сотни тысяч человек. Во время правления Мохаммеда Резы Пехлеви город был известен как «летняя столица» Ирана, так как в летнее время там жили и работали государственные чиновники.

## Культура и промышленность
Аэропорт в Ноушехре расположен в Западной части города. В городе имеются военно-морской университет имени имама Хомейни, филиал Азадского университета и высшее государственное училище. Город был построен голландской контрактационной фирмой в 1920-е годы и является самым импортирующим из всех городов Ирана на побережье Каспия. До 1996 года Ноушехр был частью Чалуса. Индустриализация города шла медленно из-за экологических соображений и его экономика развивалась за счёт туризма, водного транспорта и сельского хозяйства. Сейчас в Ноушехре развиваются пищевая, медицинская, мебельная (путём консервации древесины) и металлургическая промышленности.
В июле 2004 в Ноушехре был запущен сборочный цех Минского автозавода.

## Спорт
В городе есть футбольный клуб «Шамушак», который играет в Азадеганской Лиге Ирана.

## В массовой культуре
Карта с названием «Каналы Ноушехра» присутствует в игре Battlefield 3 в режиме сетевых баталий.

## Фотогалерея

Вид города с воздуха
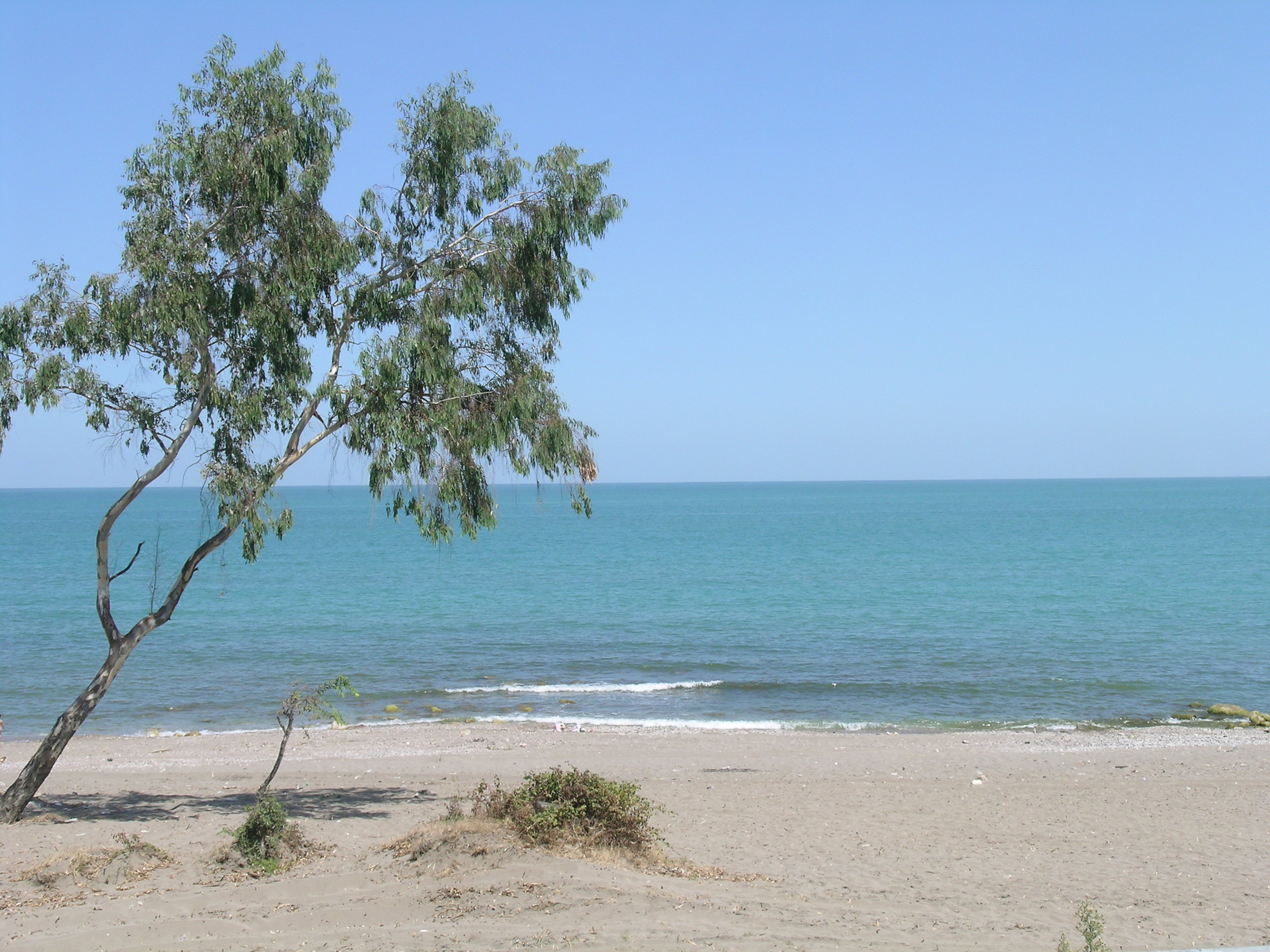
Пляж